# Чисхолм, Кэролайн
Кэролайн Чисхолм (англ. Caroline Chisholm; 30 мая 1808, Вуттон — 25 марта 1877, Фулем) — австралийский филантроп британского происхождения, посвятившая свою жизнь помощи людям, переехавшим из Великобритании в Австралию.

## Биография
Кэролайн Джонс родилась в протестантской семье британского йомена и филантропа Уильяма Джонса и его четвёртой жены Сары. В 1830 году Кэролайн согласилась выйти замуж за католика и офицера Британской Ост-Индской компании Арчибальда Чисхолма, при условии что после принятия в браке католической веры она сможет заниматься благотворительной деятельностью, тягу к которой ей вместе с традициями евангелической благодетели привили родители. Спустя два года после свадьбы чета Чисхолмов отправилась в Мадрас, где ужаснувшись условиями жизни местного населения, они открыли несколько учебных заведений для молодых девушек и осиротевших детей британских солдат.

### Жизнь в Австралии
За шесть лет службы на Индостанском полуострове Арчибальд заработал некоторые проблемы со здоровьем, решать которые Чисхолмы отправились в Австралию. Поправив к 1840 году здоровье, Арчибальд отбыл обратно в Индию, оставив супругу и трёх маленьких сыновей в доме на северо-западе Сиднея, где Кэролайн вскоре начала давать кров безработным девушкам-иммигранткам, в расселении которых правительство Нового Южного Уэльса не принимало участия. Одинокие девушки-переселенки прибывали в Австралию целыми кораблями, поэтому в январе 1841 года Чисхолм обратилась к губернатору Джорджу Гиппсу, его жене, а также к владельцам газеты Sydney Herald с просьбой поддержать её инициативу о постройке пункта временного размещения для прибывающих женщин. Несмотря на попытки губернатора её отговорить и его предубеждение против католиков, ей всё же удалось добиться своего и получить в своё распоряжение часть старых бараков, где были размещены первые 96 девушек. Это пристанище, через которое прошли около 11 000 иммигрантов, стало единственным местом в Сиднее, предлагавшим бесплатную помощь в трудоустройстве, позднее оно прославилось под названием «Дом для иммигранток». Следующей мерой поддержки колонисток стало расселение их по территории материка, которое Чисхолм осуществила с помощью циркуляров, отосланных Гиппсом сотням австралийцев, которые жили в сельской местности и искали рабочую силу. Проведя успешное расселение девушек по стране, Чисхолм вернула сиднейские бараки в распоряжение властей и в 1842 году опубликовала отчёт о проделанной работе, который стал крупнейшей на тот момент публикацией в Австралии, написанной женщиной. В 1845 году уволился со службы и вернулся к семье Арчибальд Чисхолм, с которым Кэролайн в рамках путешествия по Новому Южному Уэльсу взяла у иммигрантов более 600 интервью, информацию из которых использовала в справочном пособии для желающих приехать на материк.

### Возвращение в Британию
В феврале 1846 года на пожертвования сиднейских колонистов Чисхолмы отправились на Британские острова, где Кэролайн продолжила заниматься помощью эмигрантам, сначала присоединяясь к деятельности различных организаций, а в 1850 году основав свою, под названием «Общество выдачи ссуд для семейной колонизации», которое занималось организацией и оплатой переезда из Великобритании за счёт пожертвований извне. В Лондоне Чисхолм также выступала с речами в поддержку эмиграции, которые завоевали симпатию графа Грея и политика Джеймса Стивена. 20 апреля 1847 года на выступлении перед комитетом Палаты лордов по исполнению уголовных законов ей удалось убедить парламентариев выслать ряд нищих детей к их родителям, освобождённым каторжникам, в Австралию. В 1850-х годах «Общество выдачи ссуд» решил поддержать писатель Чарльз Диккенс, который работал волонтёром на кораблях переселенцев и упоминал организацию в журнале Домашнее чтение. Помимо освещения деятельности общества, Диккенс также привлёк внимание широкого круга читателей к фигуре самой Чисхолм, срисовав с неё образ для своего романа Холодный дом, в котором она предстала в виде карикатурной благотворительницы миссис Джеллиби, отдающей всю себя на создание гуманитарной миссии в Африке, в то время как в помощи нуждались самые близкие ей люди.